# Le Charme
Le Charme là một xã trong tỉnh Loiret, vùng Centre-Val de Loire bắc trung bộ nước Pháp. Xã này nằm ở khu vực có độ cao từ 164-198 mét trên mực nước biển.
Sông Aveyron chảy qua thị trấn